# Płusy (województwo mazowieckie)
Płusy – wieś w Polsce położona w województwie mazowieckim, w powiecie pułtuskim, w gminie Obryte. Ma status sołectwa.
| SIMC    | Nazwa             | Rodzaj    |
| ------- | ----------------- | --------- |
| 0515313 | Sadykierz-Parcele | część wsi |

W latach 1975–1998 miejscowość położona była w województwie ostrołęckim.